# Andrew Lang

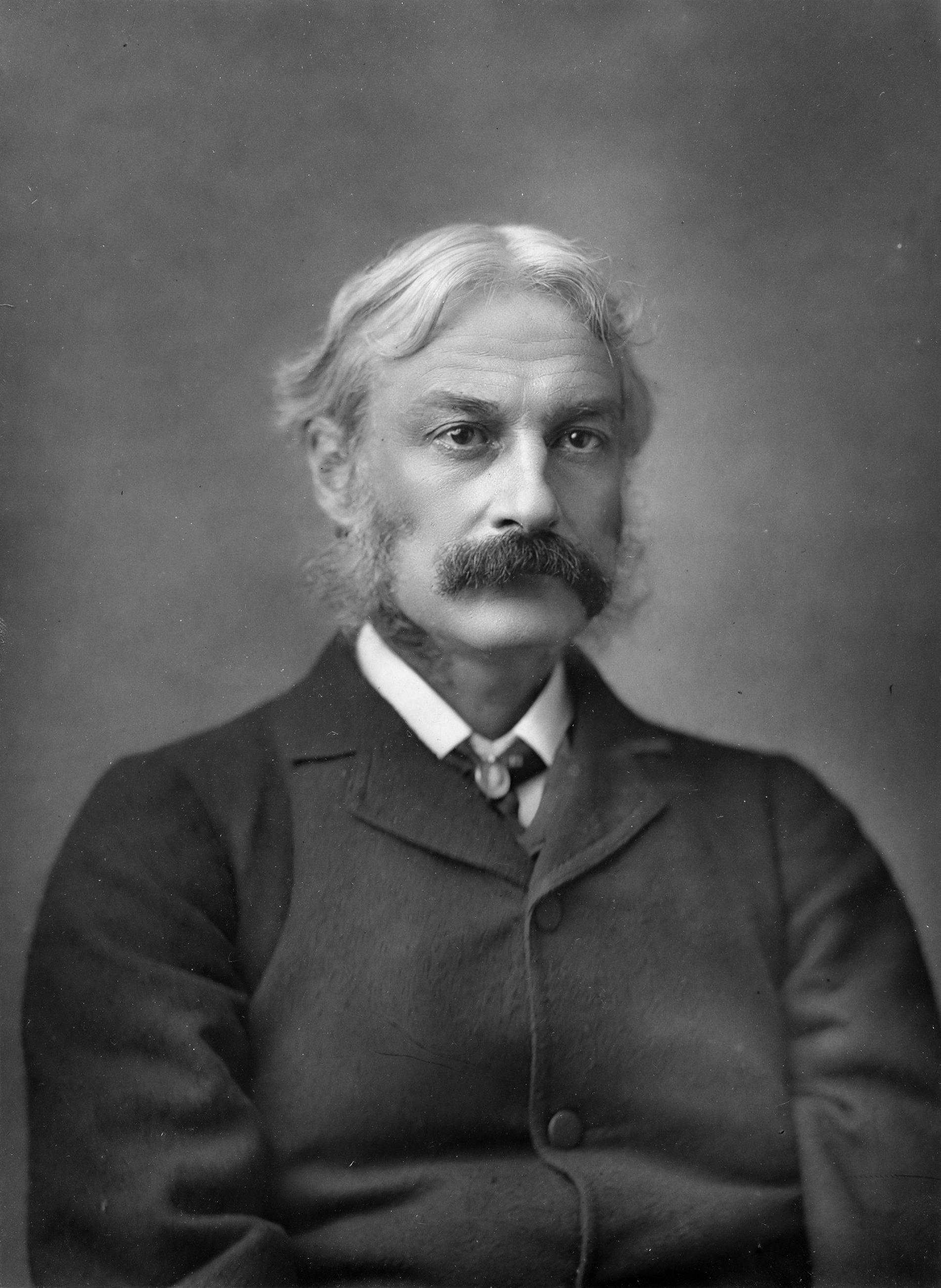
Andrew Lang. 1888.

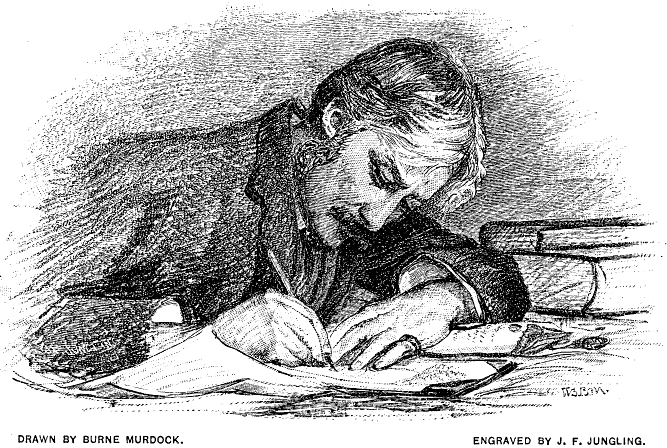
Andrew Lang, gezeichnet von Burne Murdock (1894)

Andrew Lang (* 31. März 1844 in Selkirk; † 20. Juli 1912 in Banchory, Kincardineshire) war ein schottischer Schriftsteller, Anthropologe und Journalist (u. a. Daily News, Morning Post). Er vertrat eine evolutionistisch orientierte Anthropologie.

## Leben und Wirken
Lang war das älteste von acht Kindern von John Lang, einem Stadtschreiber in Selkirk (Schottland), und Jane Plenderleath Sellar, einer Tochter von Patrick Sellar, Schafzüchter und Faktor des Herzogs von Sutherland. Seine Kinderfrau erzählte ihm zahlreiche lokale Geschichten und Legenden, so dass sein Interesse für Fantasie und Verzauberung geweckt wurde. Er wurde auf der Edinburgh Academy, der Universität St Andrews und auf dem Balliol College in Oxford erzogen. Dank seines außergewöhnlich guten Abschlusses in Altphilologie wurde er Fellow des Merton College in Oxford. Er machte sich schnell einen Namen als Journalist, Dichter, Theaterkritiker und Geschichtsexperte. Ab 1911 war Lang Präsident der Society for Psychical Research. Als Altphilologe und Dichter beteiligte er sich an neuen Prosa-Übersetzungen der Ilias und Odyssee von Homer, über den er auch einige Bücher schrieb.

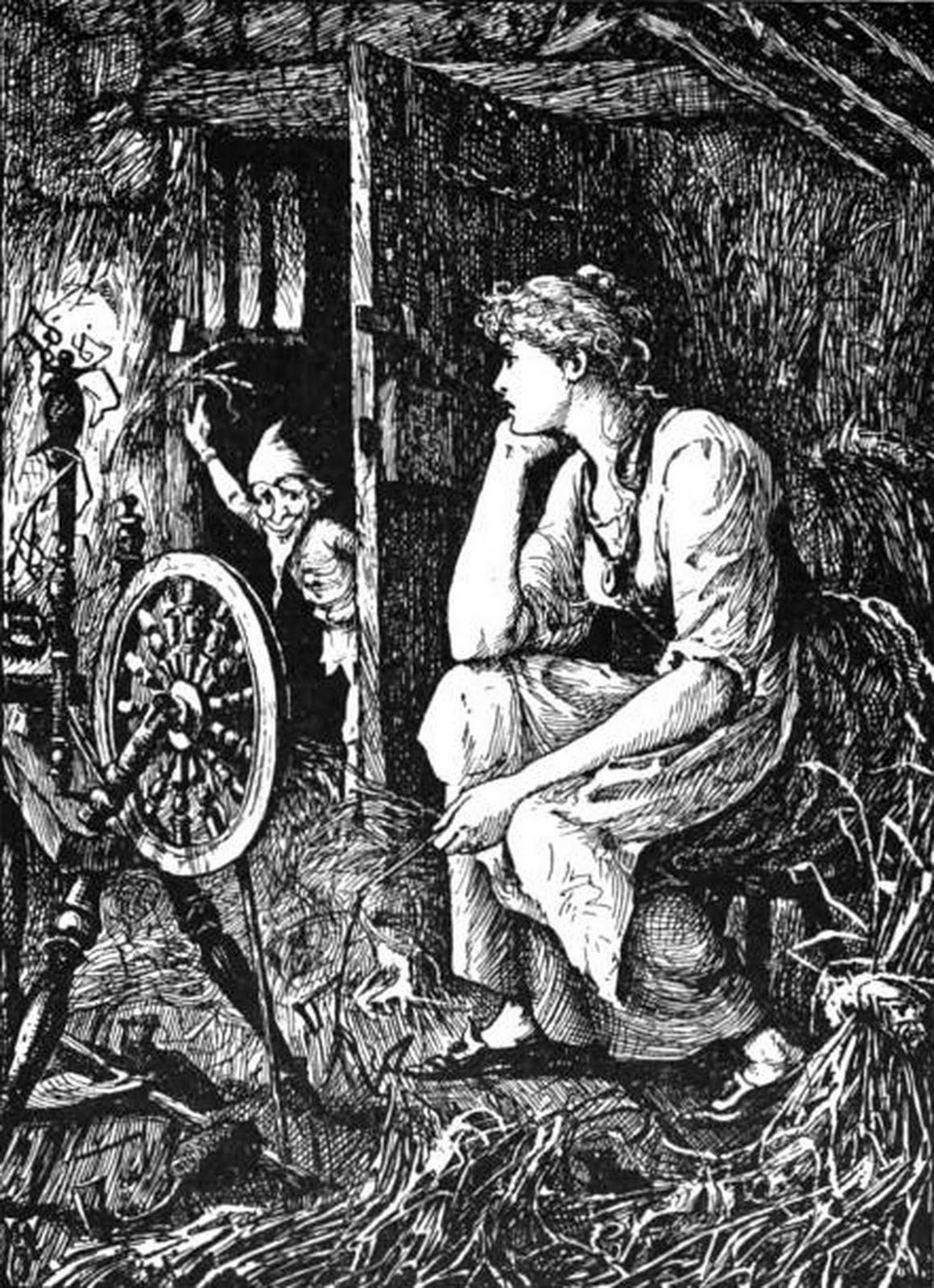
Das deutsche Rumpelstilzchen von Langs Fairy Tales

Als Historiker ist er für die Aufklärung einiger alter historischer Rätsel bekannt, speziell in Zusammenhang mit schottischer Geschichte. So klärte er die Identität des für die britische Regierung tätigen Spions „Pickle“ (der von den Jakobiten nie verdächtigte Alistair McDonnell), der im Umkreis von Bonnie Prince Charles aktiv war. Er beschäftigte sich auch mit dem „Mann mit der eisernen Maske“ (in The valets tragedy), rehabilitierte Maria Stuart, fand neue Dokumente zum Graf von Saint Germain u. a.
Lang ist vor allem für seine vielen Publikationen über Folklore, Mythologie und Religion bekannt. Als noch junger Mann schrieb Lang den Artikel über Mythologie für die neunte Ausgabe der Encyclopædia Britannica. Dabei widersprach er insbesondere den mythologischen Theorien von Friedrich Max Müller. Er entwickelte im Gegensatz zu Müllers philologischer Methode die anthropologische Methode des Umgangs mit Mythen. Die anschließende Entwicklung der Wissenschaft der Mythologie bestätigte Langs Position voll und ganz. Er betrachtete Mythen als Produkte der Fantasie und wehrte sich bis zuletzt entschieden gegen alle Versuche, mythologischen Aufzeichnungen eine historische Bedeutung zuzuschreiben. Im Jahr 1884 erschien hierzu Custom and Myth und 1887 folgte Myth, Ritual, and Religion. In seinem Werk Making of Religion aus dem Jahr 1900 vertritt er die These, dass im Volksglauben und Legenden (auch im okkulten Bereich wie den Poltergeistern) alte spirituelle Ideen lebendig sind. Er unternahm ausgedehnte Reisen in ganz Europa, um Folkloregeschichten und Märchen zu sammeln, und veröffentlichte sie in Märchensammlungen und Feengeschichten, darunter The Blue Fairy Book.
Auf literarischem Gebiet leitete er lange die Literaturkritik in Longman’s Magazine und gab die Werke von Robert Burns heraus. Seine detektivischen Fähigkeiten versuchte er an Charles Dickens unvollendetem Kriminalroman Das Geheimnis des Edwin Drood, den er zu entwirren versuchte. Auch mit der Frage der Shakespeareschen Urheberschaft befasste er sich länger. Er kam in seinen späten Jahren zu der Überzeugung, nicht Francis Bacon, sondern ein noch nicht identifizierter „Großer Unbekannter“ müsse der Autor der Shakespeare’schen Werke gewesen sein.
Als prominentes Mitglied der Folklore Society in London verfasste Lang 1887 eine ausführliche Einleitung für Charles Lambs Version von Die Schöne und das Biest. 1889 veröffentlichte er The Blue Fairy Book, das ihn bekannt machte und sofort ein Erfolg wurde. Er brachte insgesamt zwölf Märchensammlungen heraus, das letzte Buch, The Lilac Fairy Book erschien 1910.
Lang war auch sehr an der Erforschung parapsychologischer Phänomene und Anthropologie interessiert und publizierte mehrere Bücher darüber: 1897 The Book of Dreams and Ghosts, 1901 Magic and Religion und 1905 The Secret of the Totem. 1906 wurde er zum Mitglied (Fellow) der British Academy gewählt.

## Familie
Lang verlobte sich 1874 mit Leonora Blanche Alleyne (18. März 1851–10. Juli 1933), der jüngsten Tochter von Charles Thomas Alleyne (1. Mai 1798–15. April 1872) aus Barbados und dessen Frau Margaret Frances (geborene Bruce, 24. Mai 1811–18. Juli 1862) aus Clifton. Ihre Mutter war die älteste Tochter von John Knight Bruce of Aberdare (der später den zusätzlichen Nachnamen Pryce annahm) und Schwester von Lord Henry Aberdare. Am 17. April 1875 heirateten sie in der Christ Church in Clifton und ließen sich bald darauf in der Marloes Road Nr. 1 in Kensington nieder. In  späteren Jahren verbrachten sie den Winter in St. Andrews. Seine Frau war Mitautorin, Mitarbeiterin oder Übersetzerin von Langs Color/Rainbow Fairy Books. Aus der  Ehe gingen keine Kinder hervor.

## Andrew Lang Lecture
Die Vortragsreihe „Andrew Lang Lecture“ findet an der University of St. Andrews statt. Diese Vorlesungen wurden nach ihm benannt und gründen auf seiner Sammlung der zwölf Bände der „Farb“-Märchenbücher, die er zwischen 1889 und 1910 veröffentlichte. Für die Vorlesungen in den Semestern 1938/1939 waren ursprünglich der Altphilologe Gilbert Murray (1938/1939) und der Jurist Hugh Macmillan (1939/1940) sowie der Philologe J. R. R. Tolkien für (1940/1941) vorgeschlagen worden. Da jedoch weder Murray noch Macmillan in der Lage waren den Zeitraum zu übernehmen, wurde Tolkien im Oktober 1938 gefragt, ob er einspringen würde. Er stimmte zu und am 25. November 1938 wurden die Ernennungen von Tolkien (1938–1939), Murray (1939–1940) und Macmillan (1940–1941) angekündigt. Im Februar 1939 schlug Tolkien den 8. März 1939 als Termin für den Vortrag vor und verfasste seine Abhandlung On Fairy-Stories, die auf reges Interesse stieß.

## Ehrungen
In der Kapelle des United College der University of St. Andrews in Schottland wurde eine Gedenktafel für Andrew Lang aufgestellt. Sie besteht aus einem Bronzeguss in einem Rahmen aus griechischem Marmor aus Tinos. Die Inschrift in erhabenen Buchstaben lautet:

## Werke (Auswahl)

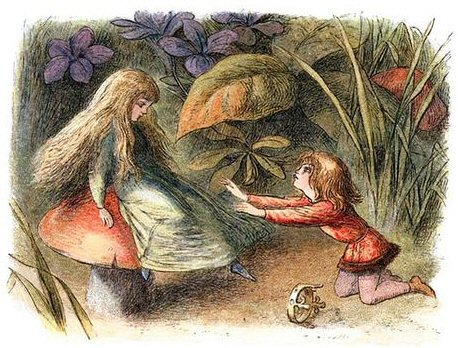
The Princess Nobody: A Tale of Fairyland (Doyle/)

- The Ballads and Lyrics of Old France. 1872.
- Aristotle’s Politics. 1877.
- The Folklore of France. 1878.
- XXII Ballades in Blue China. 1880.
- Notes on Pictures by Millais. 1881.
- The Black Thief. 1882.
- mit Walter Leaf, Ernest Myers: The Iliad of Homer, a prose translation. 1883.
- The Princess Nobody: A Tale of Fairyland. 1884.
- mit May Kendall: That Very Mab. 1885.
- In the Wrong Paradise. Stories, 1886.
- Almae matres. 1887.
- Gold of Fairnilee. 1888.
- Prince Prigio. 1889.
- The Blue Fairy Book. 1889 (gutenberg.org).
- The Red Fairy Book. 1890, The Folio Society, foliosociety.com (Memento vom 14. November 2011 im Internet Archive).
- The Blue Poetry Book. 1891.
- The Green Fairy Book. 1892, The Folio Society, foliosociety.com (Memento vom 9. März 2016 im Internet Archive).
- The True Story Book. 1893.
- The Yellow Fairy Book. 1894, The Folio Society, foliosociety.com (Memento vom 9. März 2016 im Internet Archive)
- The Red True Story Book. 1895.
- The Animal Story Book. 1896.
- The Pink Fairy Book. 1897.
- The Arabian Nights Entertainments. 1898.
- The Red Book of Animal Stories. 1899.
- The Grey Fairy Book. 1900.
- A History of Scotland – From the Roman Occupation. 4 Bände 1900–1907.
- The Violet Fairy Book. 1901, The Folio Society, foliosociety.com (Memento vom 1. Mai 2017 im Internet Archive).
- The Book of Romance. 1902.
- The Crimson Fairy Book. 1903.
- The Story of the Golden Fleece. 1903.
- The Brown Fairy Book. 1904, The Folio Society, foliosociety.com (Memento vom 3. Mai 2016 im Internet Archive)
- The Secret of the Totem. 1905.
- The Red Romance Book. 1906.
- The Orange Fairy Book. 1906.
- The Olive Fairy Book. 1907.
- Three Poets of French Bohemia. 1908.
- The Red Book of Heroes. 1909.
- The Lilac Fairy Book. 1910.
- Method in the Study of Totemism. 1911.
- Shakespeare, Bacon and the Great Unknown. 1912 (online-literature.com).

Postum
- mit John Lang: Highways and Byways in The Border. 1913.
- mit Mrs. Lang: The Strange Story Book. 1913.
- Old Friends Among the Fairies: Puss in Boots and Other Stories. 1926. Ausgewählt aus den Fairy Books.
- Bertha L. Gunterman (Hrsg.): Tartan Tales from Andrew Lang. 1928.
- From Omar Khayyam. 1935.
- Michael Patrick Hearn: The Andrew Lang fairy tale book: 41 stories from around the world. New American Library, New York 1986, ISBN 978-0-451-52033-3  (archive.org – Leseprobe).